# Albert d'Alvensleben

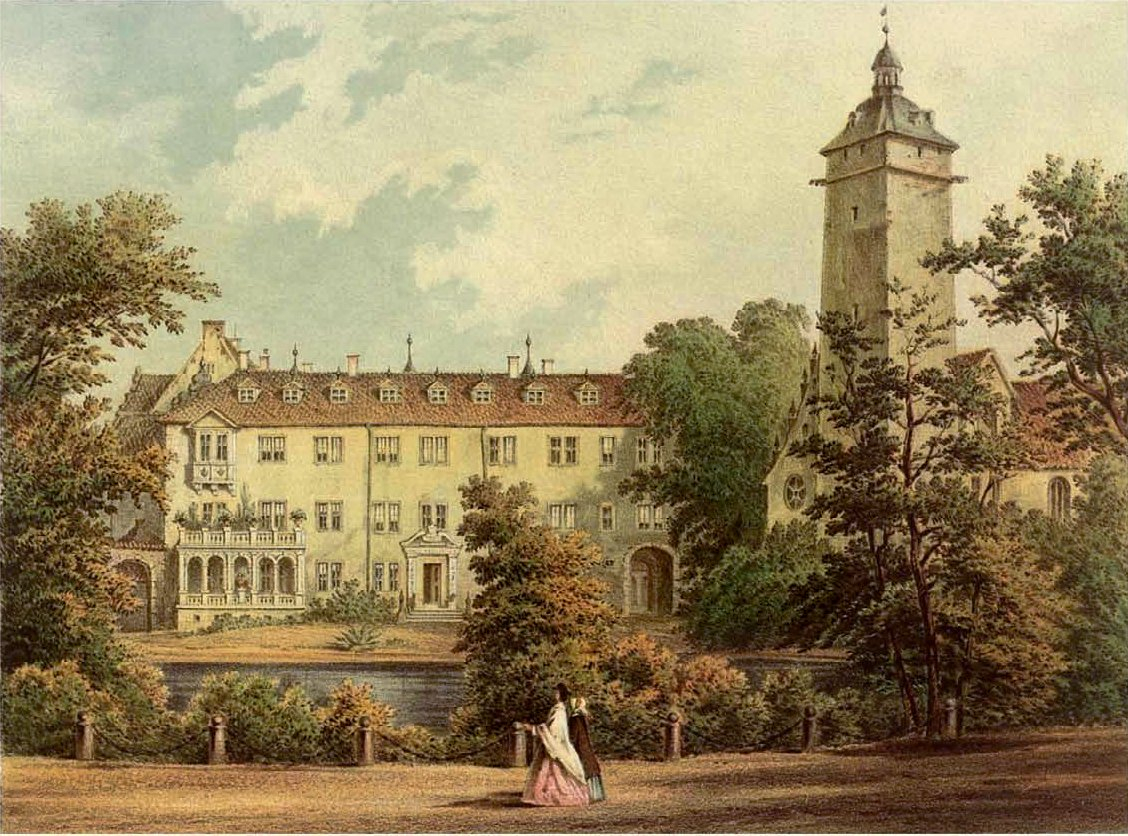
Château d'Erxleben II avec la Tour Hausmann vers 1865, Collection Alexander Duncker

Albert comte d'Alvensleben (né le 23 mars 1794 à Halberstadt et mort le 2 mai 1858 à Berlin) est ministre prussien des Finances.

## Biographie
Albert comte d'Alvensleben est issu de la famille noble bas-allemande von Alvensleben. En tant que fils aîné du doyen de la cathédrale d'Halberstadt et plus tard ministre de Brunswick, le comte Jean-Ernest d'Alvensleben (de) (1758–1827) et Caroline von Rohr (1771–1816), il étudie à l'école de l'abbaye Notre-Dame de Magdebourg et commence à étudier le droit à l'âge de dix-sept ans en 1811, la nouvelle université Frédéric-Guillaume de Berlin. Au cours de ses études, il devient membre du Corps Marchia Berlin (de). En 1813, il interrompt ses études pour participer aux guerres napoléoniennes. Après la fin de la guerre, il poursuit ses études et, après avoir réussi ses examens en 1817, entre au service judiciaire de la Cour supérieure de Berlin. Pendant ce temps à Berlin, il participe à un dîner chrétien-conservateur ("Maikäferei") autour de Clemens Brentano et des frères Ernst Ludwig et Ludwig Friedrich von Gerlach, qui influencent considérablement ses opinions ultérieures.
En 1826, il devient conseiller à la cour d'appel, mais après la mort de son père, il quitte la fonction publique pour exploiter le vieux domaine familial d'Erxleben II. En 1831, le roi l'appelle au ministère de la Justice en tant que conseiller privé de justice et de conférences. La même année, il reçoit la mission de travailler en tant que commissaire spécial à Cracovie avec des représentants autrichiens et russes pour trouver une solution aux questions de politique constitutionnelle de l'État libre. Alvensleben défend une politique allemande de la Prusse basée sur les traités de 1815 et une amitié étroite avec l'Autriche. En 1834, il représente la Prusse lors des conférences de Vienne. Il y discute avec Metternich de la lutte contre les mouvements révolutionnaires et démocratiques.
De 1835 à 1842, il est ministre des finances de la Prusse. Il parvient à remettre les finances prussiennes sur de bons rails. Il s'engage également activement pour l'union douanière allemande. En 1842, il démissionne parce qu'il ne s'entendait pas avec les penchants romantiques de Frédéric-Guillaume IV, mais il se laisse convaincre de rester à la disposition du roi en tant que ministre du cabinet jusqu'en 1844. Il quitte alors définitivement la fonction publique, tout en continuant à assumer des missions importantes au cas par cas.
Pendant la révolution de 1848, il s'engage dans une politique conservatrice et fait partie de l'Assemblée nationale prussienne. En tant que deuxième plénipotentiaire lors de la Conférence de Dresde en 1850/1851 (de), il défend la position de la Prusse et des petits États face à l'Autriche. En 1852, il se charge d'une mission auprès de la cour de Hanovre afin d'aplanir les difficultés en matière de Zollverein. En 1854, le roi le nomme député de la Chambre des seigneurs de Prusse. En 1856, il reçoit l'Ordre de l'Aigle noir. Sa mort subite l'empêche d'être nommé ministre-président par le prince de Prusse, en remplacement d'Otto von Manteuffel.
Alvensleben reste célibataire et n'a pas d'enfants. Après sa mort, il y a une querelle d'héritage intrafamiliale. Édouard d'Alvensleben (de) (1787–1876) de Redekin et son frère Ferdinand deviennent finalement les successeurs d'Erxleben II selon l'ancien droit féodal.